# HMS Unbroken (P42)
Le HMS Unbroken est un sous-marin de la classe U de la Royal Navy.

## Histoire

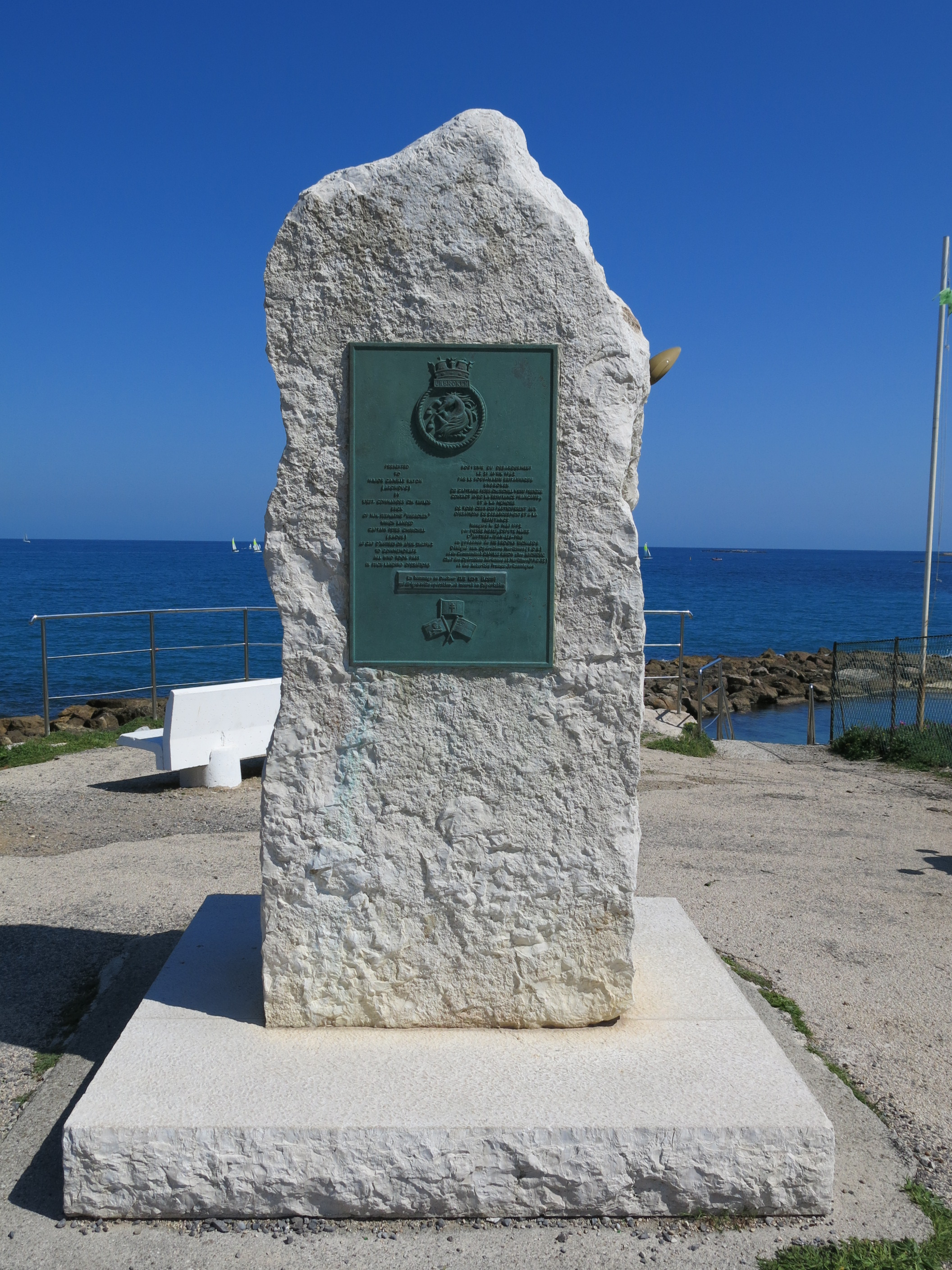
Le monument en mémoire du HMS Unbroken à Antibes.

Après des essais au Holy Loch, l’Unbroken sort pour rejoindre la 10e flottille à Malte, avec une patrouille de Gibraltar. Il passe la majeure partie de sa carrière en temps de guerre en Méditerranée. Il débarque des saboteurs commandés par le capitaine Peter Churchill à Antibes. Il est le seul sous-marin opérant depuis Malte jusqu'à ce que les sister-ships United, Unruffled et Unrivalled le rejoignent. Il participe aux opérations Harpoon et Vigorous, en juin 1942. En juillet 1942, l’Unbroken attaque la principale ligne de chemin de fer de la côte ouest sur le continent italien et réussit à bloquer la ligne pendant 24 heures. Cependant, il reçoit des tirs en représailles de l'artillerie côtière et subit un coup sur la batterie, le forçant à retourner à Malte. Il est gravement endommagé en octobre 1942, par une contre-attaque par des escortes italiennes après avoir heurté un pétrolier et de nouveau réparé à Malte.
Pendant son séjour en Méditerranée, il coule les navires marchands italiens Edda et Bologne (anciennement un navire français, le Monaco), le navire-pilote italien Enrica et le dragueur de mines auxiliaire italien Milano. Il endommage le voilier italien Vale Formoso II, le pétrolier allemand (anciennement norvégien) Regina et, plus fortement, le croiseur lourd italien Bolzano et le croiseur léger italien Muzio Attendolo pendant l'opération Pedestal. Le Bolzano est touché dans ses réservoirs de pétrole et incendié ; il s'échoue sur l'île de Panarea et est hors de combat pour le reste de la guerre.
L’Unbroken attaque le navire marchand italien Algerino mais le rate avec ses torpilles, puis le navire marchand italien Titania, au nord-ouest de Tripoli, en Libye. Le Titania est pris en remorque par le destroyer italien Ascari. Le Titania est coulé tôt le lendemain par le sous-marin anglais Safari. L’Unbroken retourne au Royaume-Uni en décembre 1943.
L’Unbroken est transféré en prêt à l'Union soviétique le 26 juin 1944, où il est renommé V-2. Sous pavillon soviétique, il coule le chasseur de sous-marin allemand UJ-1220 le 12 octobre 1944. Il passe quatre ans dans le service soviétique avant d'être renvoyé dans la Royal Navy en 1949. Il est mis au rebut à Gateshead le 9 mai 1950.